# Bedam
Bedam fou un estat tributari protegit de l'Índia al districte de Ganjam, presidència de Madras, amb una superfície aproximada de 5 km². Tenia uns ingressos de 9 lliures.